# 図像学
図像学（ずぞうがく）は、絵画・彫刻等の美術表現の表す意味やその由来などについての研究する学問。。
洋の東西を問わず、近代以前の美術作品は、今日の美術のように作家の個性や美そのものを目的とするというよりも、その作家の属する社会において、成員ならば了解可能なモチーフの組み合わせによって、社会的、宗教的などのメッセージを表出する性格が顕著であった。そうしたモチーフは、例えば西欧において百合は「純潔」を、犬は「忠誠」を表すといった例がよく知られている。また、百合を持っているのは聖母マリア、蛇と翼の付いた杖を持っているのはヘルメース（メルクリウス）などと、人物とその持ち物が関連付けられていることも多く、これをアトリビュートという。これらは当時の作家の所属した社会において、作品を制作する際の約束事であり、それを守ることによって作品の表出するメッセージは、社会の成員にとって了解可能なものとなっていた。

## ヨーロッパ美術
中世のキリスト教美術では、教義を伝えるために図像学が発達した。ルネサンス期になると、従来の図像に加えて、ギリシア神話・ローマ神話に由来する図像も使われるようになり、多様なモチーフが生まれた。マニエリスムの時代には宮廷で鑑賞される作品として、極めて複雑な寓意を持たせた作品も作られた。こうした図像の意味は近代になると次第に忘れられていったが、20世紀初めの美術史家エミール・マール（Emile Male, 1862年 - 1954年）は『ロマネスクの図像学』『ゴシックの図像学』などを著し、中世の図像体系を明らかにした。

## 映画
映画においてはアイコノグラフィと呼ばれ、俳優の社会的イメージや各ジャンルであらかじめ決められている約束事のことを指す。ウエスタン映画における決闘場面のような、典型的な登場人物や状況などを盛り込み、さらに照明やセット、衣装や小道具などのようにスタイル上必要な特色も含まれる。

## イコノロジーとの違い
イコノロジーは美術史家エルヴィン・パノフスキーが提唱した概念。一見似たような言葉であるが、パノフスキーによれば、図像学が絵画作品などに表された事物の意味を研究するのに対して、イコノロジー（図像解釈学）はより深く、作品の奥底にある歴史意識、精神、文化などを研究しようとする学問である。